# Jupiaba atypindi
Jupiaba atypindi är en fiskart som beskrevs av Zanata, 1997. Jupiaba atypindi ingår i släktet Jupiaba och familjen Characidae. Inga underarter finns listade i Catalogue of Life.